# Tschesma
Tschesma (russisch Чесма́) ist ein Dorf (selo) in der Oblast Tscheljabinsk in Russland mit 6517 Einwohnern (Stand 14. Oktober 2010).

## Geographie
Der Ort liegt etwa 160 km Luftlinie südsüdwestlich des Oblastverwaltungszentrums Tscheljabinsk und knapp 25 km von der Grenze zu Kasachstan im Steppengebiet am Ostrand des südlichen Ural. Er befindet sich am unregelmäßig wasserführenden Flüsschen Borowaja, das zum rechten Ui-Nebenfluss Togusak abfließt.
Tschesma ist Verwaltungszentrum des Rajons Tschesmenski sowie Sitz und einzige Ortschaft der Landgemeinde Tschesmenskoje selskoje posselenije.

## Geschichte
Der Ort wurde 1843 als Stützpunkt der Orenburger Kosaken im Rahmen der Besiedlung des Nowolineiny rajon gegründet. Als Nowolineiny rajon („Neuer Linien-Rajon“) wurde das zuvor nur sehr dünn besiedelte und landwirtschaftlich kaum genutzte Gebiet entlang der damaligen Grenzlinie des Russischen Reiches zu den noch nicht kolonialisierten Steppengebieten des späteren Russisch-Turkestans zwischen den Festungen Orsk und Troizk bezeichnet. Er erhielt, wie viele der Siedlungen des Gebietes, wenig später den Namen eines Schauplatzes eines russischen Sieges in den Kriegen des 18. und 19. Jahrhunderts, in diesem Fall der osmanischen Hafenstadt Çeşme, bei der 1770 während des Russisch-Türkischen Krieges (1768–1774) die Seeschlacht von Çeşme stattfand. Die im Russischen und davon ausgehend auch in der westeuropäischen Historiographie in der jeweiligen Transkription in Bezug auf die Schlacht übliche Bezeichnung war Tschesma.
Am 19. Januar 1935 wurde Tschesma Verwaltungssitz eines nach ihm benannten Rajons.

### Bevölkerungsentwicklung
| Jahr | Einwohner |
| ---- | --------- |
| 1897 | 1929      |
| 1939 | 2284      |
| 1959 | 3315      |
| 1970 | 4332      |
| 1979 | 4984      |
| 1989 | 5499      |
| 2002 | 5831      |
| 2010 | 6517      |

Anmerkung: Volkszählungsdaten

## Verkehr
Tschesma liegt an der Regionalstraße 75K-010, die etwa 25 km nördlich von der aus Troizk kommenden 75K-223 abzweigt und weiter über das gut 50 km entfernte, südöstlich benachbarte Rajonzentrum Warna und Kartaly nach Bredy führt. In Warna befindet sich an der Strecke Tscheljabinsk – Troizk – Orsk auch die nächstgelegene Bahnstation.
Ein 1959 eröffneter kleiner Flughafen wurde Anfang der 1990er-Jahre geschlossen.